# Gaston Cyprès
Gaston Cyprès est un footballeur français né le 19 novembre 1884 à La Cornuaille (Maine-et-Loire) et mort le 18 août 1925 à Nevers. 
Attaquant parisien licencié au Cercle athlétique de Paris, il dispute le premier match de l'histoire de l'équipe de France de football le 1er mai 1904 à Bruxelles (3-3). Il est également l'un des trois premiers français à inscrire un but sous le maillot tricolore (blanc à l'époque). Cyprès marque le but de la première victoire française de l'histoire contre la Suisse. Lors des Jeux olympiques de 1908 face au Danemark, il ne parvient pas à éviter la plus lourde défaite de l'histoire de l'équipe de France (1-17). Il honore six sélections en équipe de France (deux buts).

## Club
- Cercle athlétique de Paris (saison 1905-1906[3]).

## Ses sélections
| Date              | Stade                                       | Adversaire         | Score  | Compétition |
| 1er mai 1904      | Stade du Vivier d'Oie Bruxelles, Belgique   | Belgique           | N 3-3  | Amical      |
| 12 février 1905   | Parc des Princes Paris, France              | Suisse             | V 1-0  | Amical      |
| 7 mai 1905        | Stade du Vivier d'Oie Bruxelles, Belgique   | Belgique           | D 0-7  | Amical      |
| 22 avril 1906     | Stade de la Faisanderie Saint-Cloud, France | Belgique           | D 0-5  | Amical      |
| 1er novembre 1906 | Parc des Princes Paris, France              | Angleterre amateur | D 0-15 | Amical      |
| 22 octobre 1908   | White City Londres, Angleterre              | Danemark           | D 1-17 | J.O. 1908   |

## Galerie

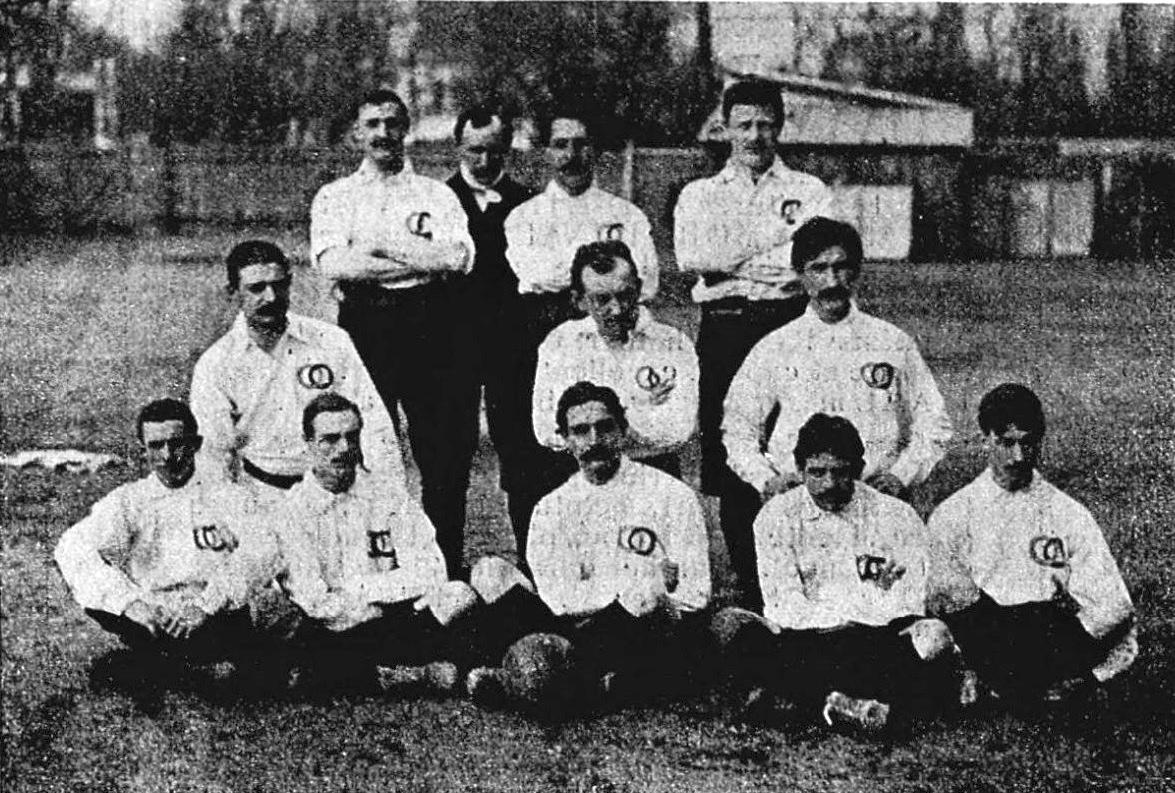
L'équipe de France USFSA le 13 mars 1904 au Parc des Princes face à Southampton[4]. Cyprès est le 4e assis.
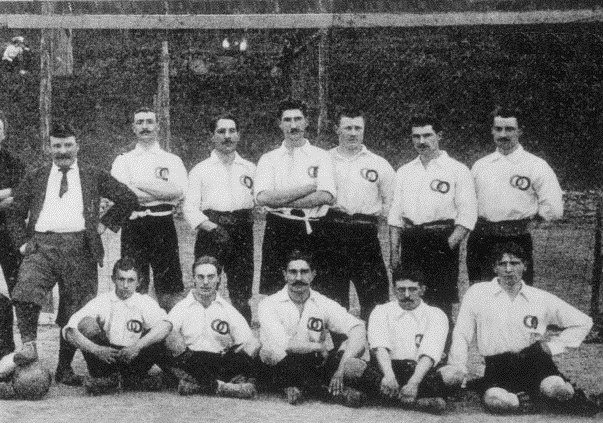
L'équipe de France le 1er mai 1904. Cyprès est le 4e assis.
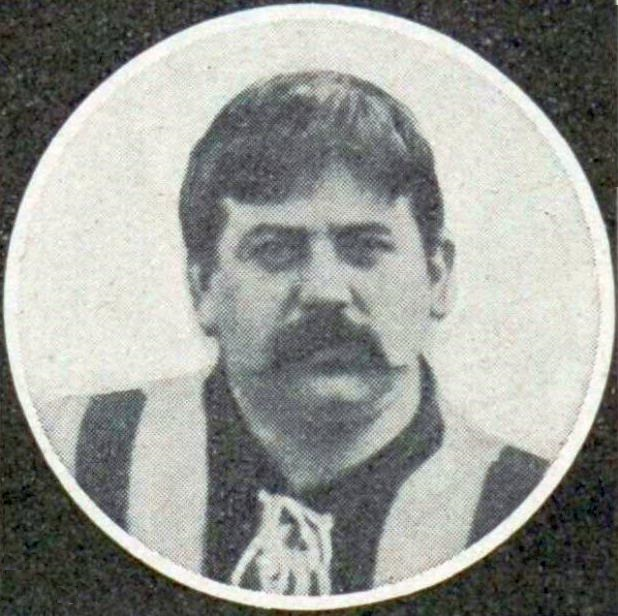
Gaston Cyprès sous les couleurs du Club français en 1913.
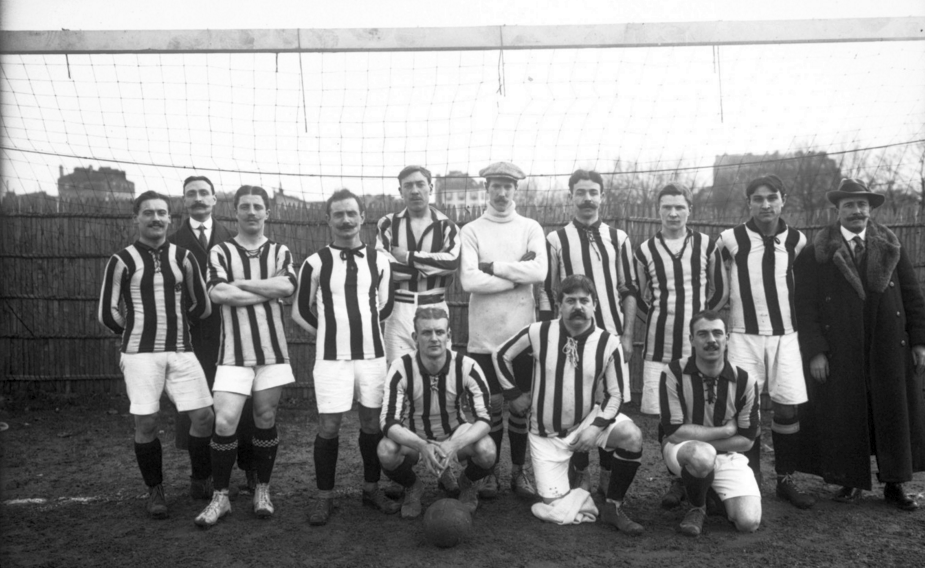
L'équipe du Club français en 1913. Cyprès est accroupi au centre.